# Хадон Хајхтс (Њу Џерзи)
Хадон Хајхтс (енгл. Haddon Heights) град је у америчкој савезној држави Њу Џерзи.

## Демографија
По попису из 2010. године број становника је 7.473, што је 74 (-1,0%) становника мање него 2000. године.
| Група             | 2000.         | 2010.         |
| Белци             | 7.336 (97,2%) | 7.010 (93,8%) |
| Афроамериканци    | 30 (0,4%)     | 84 (1,1%)     |
| Азијати           | 49 (0,6%)     | 98 (1,3%)     |
| Хиспаноамериканци | 79 (1,0%)     | 198 (2,6%)    |
| Укупно            | 7.547         | 7.473         |